# La Canova (Sant Joan de Mollet)
La Canova és un mas del municipi de Sant Joan de Mollet a la comarca catalana del Gironès. És al límit municipal de Mollet amb Bordils.